# Коневы (Слободской район)
Коневы — опустевшая деревня в Слободском районе Кировской области в составе Стуловского сельского поселения.

## География
Находится на расстоянии примерно 3 км на юг-юго-запад от западной окраины районного центра города Слободской.

## История
Известна с 1678 года как деревня Терентьева с 2 дворами. В 1764 году учтено 33 жителя. В 1873 году в деревне Терентьевская (Конево) было учтено дворов 3 и жителей 54, в 1905 15 и 130, в 1926 29 и 147, в 1950 19 и 83, в 1989 постоянные жители уже не были учтены.

## Население
Постоянное население  не было учтено как в 2002 году, так и в 2010.